# 小寨駅
小寨駅（しょうさいえき、中文表記: 小寨站、英文表記: Xiaozhai Station）は中華人民共和国陝西省西安市雁塔区に位置する西安地下鉄2号線・3号線の鉄道駅である。

## 駅構造
| G              | 地上                         | 出入口                              |
| B1             | ホール                       | 改札口、駅事務所                    |
| B2 2号線ホーム | 駅設備                       | 3号線駅設備                         |
| B2 2号線ホーム | ■北行き                      | ← ■2号線北客駅方面 （体育場駅）     |
| B2 2号線ホーム | 島式ホーム、左側のドアが開く |                                     |
| B2 2号線ホーム | ■南行き                      | → ■2号線韋曲南駅方面 （緯一街駅） → |
| B3 3号線ホーム | ■西行き                      | ← ■3号線魚化寨駅方面 （吉祥村駅）   |
| B3 3号線ホーム | 島式ホーム、左側のドアが開く |                                     |
| B3 3号線ホーム | ■東行き                      | → ■3号線保税区駅方面 （大雁塔駅） → |

## 駅周辺
- 陝西省歴史博物館
- 大興善寺

## 歴史
- 2011年9月28日 - 2号線が試運転開通。
- 2016年11月8日 - 3号線が試運転開通。

## 隣の駅
西安地下鉄
■2号線
体育場駅 - 小寨駅 - 緯一街駅
■3号線
吉祥村駅 - 小寨駅 - 大雁塔駅